# Billy Joe Shaver
Billy Joe Shaver, född 16 augusti 1939 i Corsicana, Texas, död 28 oktober 2020 i Waco, Texas, var en amerikansk countrymusiker, huvudsakligen i den genre som kallas outlaw country.
Billy Joe Shaver spelade även in flera egna skivor, men gjorde sig framförallt ett namn som sångförfattare. Hans sånger har spelats in av bland andra Waylon Jennings, Elvis Presley och Willie Nelson.

## Diskografi (urval)
Album
- 1973 – Old Five and Dimers Like Me
- 1976 – When I Get My Wings
- 1977 – Gypsy Boy
- 1981 – I'm Just an Old Chunk of Coal
- 1982 – Billy Joe Shaver
- 1987 – Salt of the Earth
- 1993 – Tramp on Your Street
- 1995 – Unshaven: Live at Smith's Olde Bar
- 1996 – Highway of Life
- 1998 – Victory
- 1999 – Electric Shaver
- 2001 – The Earth Rolls On
- 2002 – Freedom's Child
- 2004 – Billy and the Kid
- 2005 – The Real Deal
- 2007 – Storyteller: Live at the Bluebird
- 2007 – Everybody's Brother

Singlar
- 1973 – "I Been to Georgia on a Fast Train"
- 1978 – "You Asked Me To"
- 1993 – "Live Forever"
- 2011 – "Wacko from Waco"